# Nant Clogwyn y Geifr
Nant Clogwyn y Geifr är ett vattenfall i Storbritannien.   Det ligger i kommunen Gwynedd och riksdelen Wales, i den södra delen av landet, 300 km nordväst om huvudstaden London. Nant Clogwyn y Geifr ligger 660 meter över havet.
Terrängen runt Nant Clogwyn y Geifr är huvudsakligen kuperad. Nant Clogwyn y Geifr ligger uppe på en höjd. Runt Nant Clogwyn y Geifr är det ganska tätbefolkat, med 60 invånare per kvadratkilometer. Närmaste större samhälle är Bangor, 14,5 km norr om Nant Clogwyn y Geifr. Trakten runt Nant Clogwyn y Geifr består i huvudsak av gräsmarker.